# Kuressaare
Kuressaare (fin. Kuressaari, njem. Arensburg, u doba SSSR-a Kingissepa) je grad i općina na otoku Saaremaa u Estoniji. To je glavni i najveći grad okruga Saaremaa. Sadašnja populacije je 14.926 (1. siječnja 2010.). Grad je smješten na obali Riškog zaljeva i prostire se na 14,95 km². 
Kuressaare se prvi put pojavio na kartama oko 1154. godine. Od tada njime su vladale Livonija, Rusko Carstvo, Danska, Švedska, SSSR i od 1991. godine nezavisna Estonija.
Kuressaare je važno turističko odredište i odmaralište u Estoniji s brojnim povijesnim znamenitostima. Posebno je poznat stari dvorac (tvrđava), gdje je danas smješten muzej.
FC Kuressaare je nogometni klub koji igra na stadionu Kuressaare linnastaadion s kapacitetom od 2.000 mjesta na kojem ponekad igra estonska nogometna reprezentacija.

## Vanjske poveznice
- Kuressaare.ee - Službene stranice  Arhivirana inačica izvorne stranice od 13. lipnja 2011. (Wayback Machine)

|  | Zajednički poslužitelj ima još gradiva o temi Kuressaare |